# Beethoven szimfóniái (Liszt)
Liszt Ferenc Ludwig van Beethoven összes szimfóniájának elkészítette a zongoraátiratát, Beethoven szimfóniái (franciául: Symphonies de Beethoven) címmel. Műjegyzékszáma: S.464. A Beethoven-szimfóniák zongoraátiratai nem egyszerűen zongorára írt kivonatok, ezeket a zenei világ szuverén művekként kezeli.

## A mű születése
Liszt ifjú kora óta csodálta Beethovent, és élete végéig a példaképének tekintette, mi több, a beethoveni tradíció folytatójának, továbbfejlesztőjének vallotta magát. Ez számos módon is megnyilvánult. Több művében hivatkozott, utalt Beethoven kompozícióira, vagy ismerhető fel a hatása, számos művét tartotta repertoárján, játszotta és vezényelte őket, és ő volt a kezdeményezője és anyagi támogatója a bonni Beethoven-emlékmű létrehozásának. Tanára, Carl Czerny, Beethoven-tanítvány volt, és maga Liszt emlékezett meg arról, hogy gyermekkorában Beethoven homlokon csókolta Bécsben a hangversenyező csodagyereket (bár ez utóbbit más forrás nem támasztja alá). Beethoven zongorája is a birtokában volt, amit később végrendeletében a Magyar Nemzeti Múzeumra hagyományozott.
Liszt Marie d’Agoult grófnő társaságában 1837 tavaszán-nyarán Nohantban, George Sand birtokán vendégeskedett. Ekkor kezdett Beethoven szimfóniáinak zongoraátirataival foglalkozni. Elkészítette az 5. és a 6. szimfónia átiratát, amit 1838-ban a lipcsei Breitkopf und Härtel kiadó jelentetett meg (Liszt 8 frankot kapott oldalanként a kiadótól). Ugyanebben az évben adta ki a 7. szimfónia átiratát a Tobias Haslinger cég. 1843-ban megírta a 3. szimfónia harmadik tételét, amit később, 1850-ben Pietro Mechetti publikált. Ezeket az átiratokat – amelyek nem egyszerű zongorakivonatok voltak, hanem a virtuóz zongorista Liszt igényeinek megfelelő technikai nehézséggel készültek – az 1840-es években szívesen játszotta Európa-szerte tartott hangversenyein. A tervezett további átiratokkal azonban két évtizedig nem foglalkozott, mígnem 1863-ban a Breitkopf und Härtel felkérte a teljes sorozat megírására, amit egy komplett kiadványban kívánt megjelentetni. Liszt megújult erővel látott neki a munkának a Madonna del Rosario kolostorban, és 1863 tavasza és 1865 nyara között dolgozott az átiratokon. Ennek során a már korábban elkészült anyagot is átdolgozta, bizonyos mértékig könnyített rajta (például az amatőrök számára a pedáljeleket és az ujjrendet is rögzítette), ugyanakkor megpróbálta a megszólaló zenekari hangszereket is idézni. Ugyanebben a szellemben dolgozta fel a többi Beethoven-szimfóniát is. A 9. szimfónia utolsó tételének kórusa azonban nehézséget jelentett számára, egy levelében megoldhatatlan feladatról írt. A kiadó azonban meg volt elégedve, és 1865-ben megjelentette a teljes anyagot. Ez a sorozat már sokkal inkább Beethovent szolgálta, a virtuóz zongorista pályafutástól már régen visszavonult Lisztnek nem volt szüksége közönséget elkápráztató darabokra. Liszt a kiadványt Hans von Bülow-nak ajánlotta.
A 9. szimfónia átiratából Liszt kétzongorás változatot is készített.

## Fordítás
- Ez a szócikk részben vagy egészben  a   Beethoven Symphonies (Liszt) című angol Wikipédia-szócikk ezen változatának fordításán alapul.  Az eredeti cikk szerkesztőit annak laptörténete sorolja fel. Ez a jelzés csupán a megfogalmazás eredetét és a szerzői jogokat jelzi, nem szolgál a cikkben szereplő információk forrásmegjelöléseként.